# Vogeltrekstation
Het Vogeltrekstation is de Nederlandse ringcentrale. Het is een samenwerkingsverband tussen het NIOO-KNAW en de Ringersvereniging, een organisatie waar ringers lid van kunnen worden, en die opkomt voor de belangen van vogels binnen de Nederlandse besluitvorming. Het Vogeltrekstation is een expertisecentrum op het gebied van vogeltrek en vogeldemografie, en regelt de dagelijkse gang van zaken rond het vangen en ringen van vogels voor wetenschappelijk onderzoek. Het Vogeltrekstation is lid van EURING.

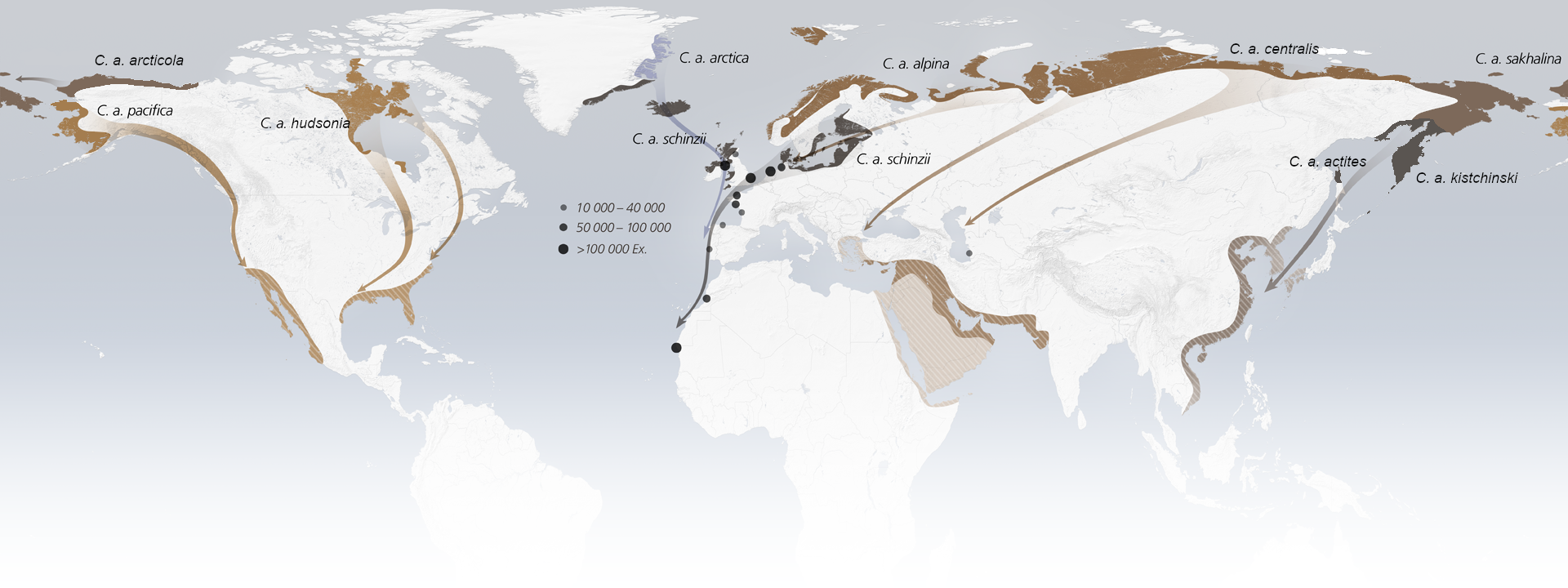
De trekroute van de bonte strandloper (Calidris alpina)

## Geschiedenis

### Het begin
De eerste stap van het ringen van vogels in Nederland gebeurde in Leiden. Het toenmalige Rijksmuseum van Natuurlijke Historie in Leiden, wat tegenwoordig Naturalis heet, gaf vanaf begin 1911 de eerste ringen uit voor vogelonderzoek. De heer Dr. E.D. van Oort was in die tijd de directeur van het museum en leidde het project. Van Oort schreef in 1911: "Wel zijn er in ons land op verschillende plaatsen reeds vogels van ringen voorzien, maar deze werden verkregen van de Vogelwarte Rossiten in Duitschland (Delsman 1910, 1911, Van Oort 1912) of van den uitgever van het tijdschrift 'British Birds' in Engeland (Wigman 1911). Het is onbetwistbaar, dat het verstrekken der te gebruiken ringen door een centrale in het land zelf, het uitvoeren van deze ringproeven zeer vergemakkelijkt. Overtuigd van de wenschelijkheid, dat ook in Nederland een instelling op wetenschappelijk gebied in deze richting moet werkzaam zijn, heeft het Rijks Museum van Natuurlijke Historie te Leiden het plan opgevat voortaan voor dit doel kosteloos ringen beschikbaar te stellen voor hen, die willen medewerken tot het nemen van deze proeven. De ringen voor de grootere vogels zijn gemerkt 'Museum Nat.Hist. Leiden-Holland', die voor kleinere vogels 'Museum Leiden', allen doorlopend genummerd." Het eerste door Nederland zelf uitgegeven ringnummer was het nummer 1021. Deze werd omgelegd bij een spreeuw op 24 mei 1911 in de buurt van Nijkerk door de heer M.M. van Esveld.

### Stichting vogeltrekstation Texel

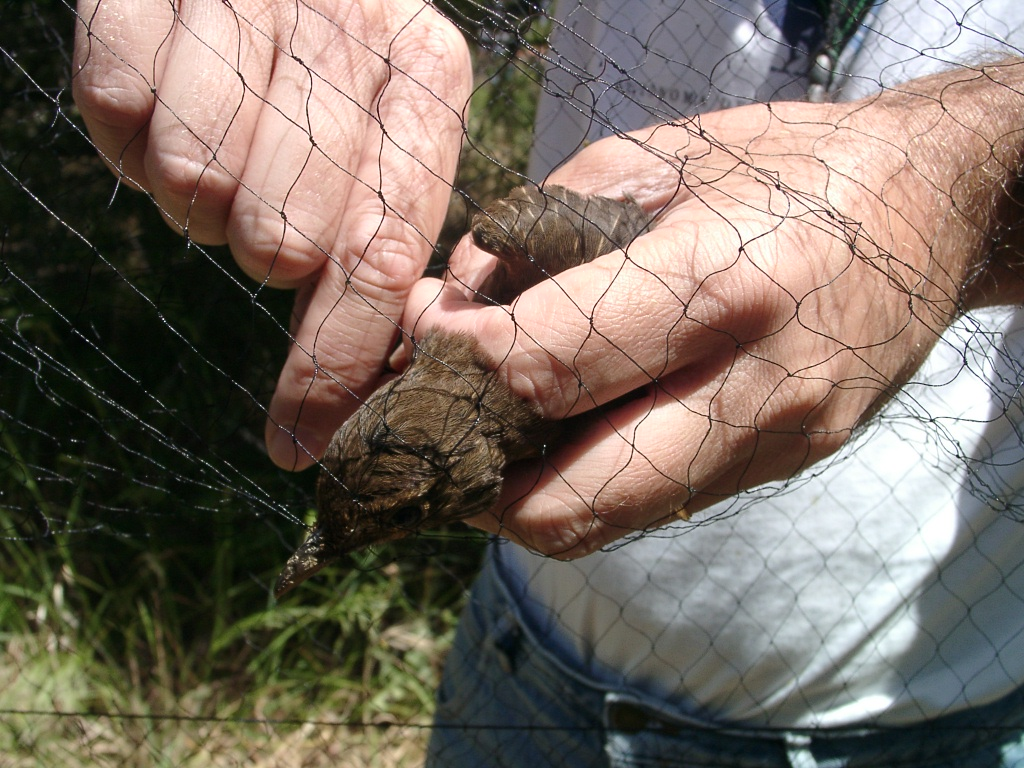
Een merel (Turdus merula) wordt uit een mistnet gehaald

Vanaf 1931 werd op allerlei manieren geprobeerd de vogeltrek in Nederland in kaart te brengen. Zo waren er in die tijd waarnemingsstations in Nederland. In 1930 kwamen er verschillende organisaties bijeen om te overleggen over de mogelijkheid van een vogeltrekstation. In 1931 kwam deze er ook en vestigde zich statutair in Amsterdam en het kreeg de naam ‘Stichting Vogeltrekstation Texel’. Het doel was het bevorderen van het ornithologisch onderzoek in het algemeen en in het bijzonder de vogeltrek. De meeste werkzaamheden werden in het begin uitgevoerd op Texel, maar breidde zich al snel uit langs de gehele Nederlandse kust en ook op andere plaatsen in Nederland werden steeds meer werkzaamheden verricht. Het bestuur van Stichting Vogeltrekstation Texel besloot in 1959 om ‘Texel’ uit de naam en de statuten te halen en ging verder met de naam Stichting Vogeltrekstation.
Jarenlang was de Stichting gehuisvest op het toenmalige Zoölogische Station van de Nederlandse Dierkundige Vereniging te Den Helder (historisch voorganger van het huidige NIOZ op Texel). Leiders waren G.F. Makkink (1931-1934), W.H. van Dobben (1934-1940), L. Tinbergen (1940-1946), H. Klomp (1946-1950), A.C. Perdeck (1950-1988), H. van Balen (1988), P.J. Drent (1988-1991), A.J. van Noordwijk (1991-2002), D.A. Thomson (2002-2004), M.E. Visser (2004-heden).
Er werkten veel mensen mee met de werkzaamheden, en er waren veel vrijwilligers die mee werkten. In 1954 werden ze beloont voor alles wat ze met dit geringe onderzoek bereikt hadden. Vanaf toen konden ze rekenen op subsidie van het Koninklijke Nederlandse Academie voor Wetenschappen. Dankzij deze subsidie konden ze sommige werkzaamheden uitbreiden. In 1954 wordt ook het I.O.O. opgericht wat staat voor het Instituut voor Oecologisch Onderzoek. Het is een instituut dat binnen het K.N.A.W. valt. Het K.N.A.W. valt weer onder het Ministerie van Onderwijs en Wetenschappen. Vrijwel direct werden alle werkzaamheden van Stichting Vogeltrekstation ondergebracht in het I.O.O.

### Van 1960 tot nu
In de loop van de tijd werd de afdeling Vogeltrekstation opgericht binnen het Instituut voor Oecologisch Onderzoek. Daar bleef het zich vestigen tot op 1962 toen ze verhuisde naar Arnhem vanuit Leiden. In 1982 verhuizen ze vanuit Arnhem naar Heteren, ondanks dat op de ringen Vogeltrekstation Arnhem staat. Ook na de verhuizing van Heteren naar Wageningen in 2011, waar ze zich in een nieuw gebouw vestigen, bleef diezelfde tekst staan. Het Vogeltrekstation verhuisde niet alleen naar die locaties. Ze gingen steeds mee met de verhuizingen van het I.O.O., tegenwoordig het NIOO-KNAW.

## Doelstellingen
De belangrijkste doelstellingen van het Vogeltrekstation zijn:
- het op een gestandaardiseerde manier verzamelen van demografische gegevens, zoals de leeftijd, aantallen en conditie van vogels
- actief samenwerken met andere onderzoeksgroepen
- als aanvulling op het ringen van vogels het veelvuldig toepassen van kleurringen en GPS- en satelliettracking binnen projecten
- het verzamelen van gegevens voor wetenschappelijk onderzoek, om zo het beleid omtrent de bescherming van vogels te verbeteren

## Het werk
Het Vogeltrekstation coördineert als het ware alle ringstations in Nederland. Ook krijgt het Vogeltrekstation volledige gegevens van alle projecten die lopen bij de Nederlandse ringstations. Zij leggen die gegevens dan weer naast alle andere gegevens en analyseren deze om meer te weten te komen over de vogels. De ringgegevens komen niet alleen uit Nederland. De meeste vogels trekken uit Nederland weg tegen de winter om in het warme zuiden van Europa en de gehele wereld te overwinteren. In het zuiden wordt er in die tijd ook geringd. Zo worden er zo nu en dan dus vogels teruggemeld die in Spanje of in een Afrikaans land overwinterde en daar gevangen is. Die gegevens worden dus teruggestuurd naar het Vogeltrekstation zodat de ringer weet waar de vogel opgevangen is en in welke conditie de vogel was. Het Vogeltrekstation heeft verschillende projecten opgesteld, die elk op hun eigen manier op een gestandaardiseerde manier demografische informatie verzamelen over vogels.

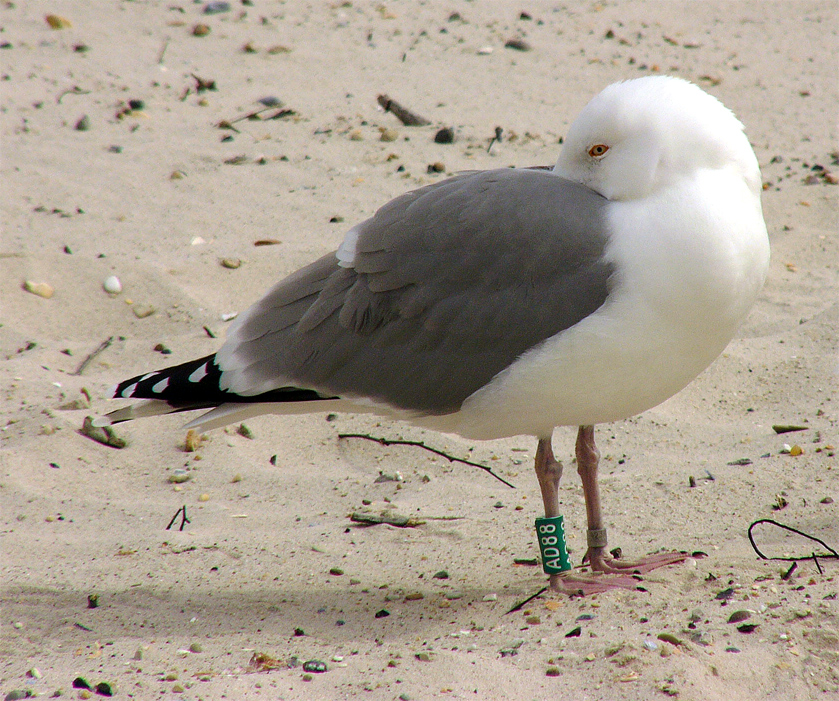
Een geringde zilvermeeuw (Larus argentatus)

### CES
De Constant Effort Site (CES) is in 1981 ontwikkeld door de British Trust for Ornithology (BTO) in Engeland. Met als doel om op een gestandaardiseerde manier informatie te verzamelen welke kan bijdragen tot het verklaren van veranderingen in vogelpopulaties. Hierbij wordt er speciale aandacht besteed om informatie te verkrijgen over broedsucces en overleving. In 1994 is in Nederland CES officieel van start gegaan. CES locaties liggen voornamelijk in rietvelden, struwelen en bosgebieden en hier worden tijdens het broedseizoen vogels gevangen en geringd.

### RAS
Het Retrapping Adults for Survival (RAS)-project ook weer ontwikkeld door de BTO en later in Nederland opgestart door het Vogeltrekstation. RAS richt zich op een specifieke vogelsoort. Van één specifieke vogelsoort welke plaatsgetrouw is worden tijdens het broedseizoen zo veel mogelijk exemplaren geringd om zo uiteindelijk veranderingen in de overlevingskansen en broedsucces van specifieke vogelsoorten te verzamelen. Omdat er bepaalde vogelsoorten zijn die plaatsgetrouw zijn is de kans groot dat deze het jaar daarop weer worden gevangen.

### Ring-MUS
MUS (Meetnet Urbane Soorten) is het nationale stadsvogelmeetnet opgezet door SOVON Vogelonderzoek Nederland en
Vogelbescherming Nederland. Het doel achter MUS is om de aantalsontwikkeling en verspreiding van broedvogels in bebouwde
gebieden goed in beeld te brengen. Als uitbreiding hierop heeft het Vogeltrekstation samen met Vogelbescherming Nederland het project ring-MUS (ring-Meetnet Urbane Soorten) opgesteld om demografische informatie te verzamelen over de vogelsoorten in het stedelijke milieu.

## Het melden van vogelringen
Het Vogeltrekstation verleent ringen voor wilde vogels. Deze ringen zijn van metaal gemaakt en elke vogel heeft een passende maat van de ring. Op de metalen ring staat een unieke code. Dit zou dus ook als een metalen paspoort gezien kunnen worden. Op de metalen ring staat ook een ringcentrale vermeld. Als het een Nederlandse ring is dan staat er "Vogeltrekstation Arnhem Holland" of "Arnhem VT Holland". Het melden van een ring kan je via internet doen in het programma 'GRIEL'. Ook buitenlandse ringen kunnen worden gevonden. Via het Vogeltrekstation kan nagetrokken worden waar de ring vandaan komt.
Er dient gelet te worden op het feit dat de ring ook een ring van een kweekvogel kan zijn. De ring is dan helemaal gesloten en kan niet worden geopend. Er zijn in Nederland een aantal organisaties die een ring aan een (kooi)vogel aanbrengen. Die vogels vliegen vrij rond (bijvoorbeeld in het geval van postduiven) of gekweekte exemplaren ontsnappen een enkele keer. Die vogels dragen allen een gesloten ring, dat wil zeggen dat die ring niet kan worden opengebogen zonder deze door te knippen, en dat deze dus alleen kan worden aangebracht als de vogel nog een klein nestjong is. Bij het vinden van een dergelijke ring moet dit gemeld worden bij de organisaties die gaan over het ringen van de kweekvogels.